# Martinsyde Buzzard
El Martinsyde F.4 Buzzard fue un avión de caza, desarrollado como un potente y rápido caza biplano de la Real Fuerza Aérea (RAF), pero el final de la Primera Guerra Mundial llevó al abandono de su producción a gran escala. Finalmente fueron construidos menos de 400 aparatos, y muchos de ellos fueron exportados a un buen número de países. El Buzzard desarrollaba una gran velocidad y potencia, siendo uno de los aviones más rápidos desarrollado durante la Primera Guerra Mundial.

## Diseño y desarrollo

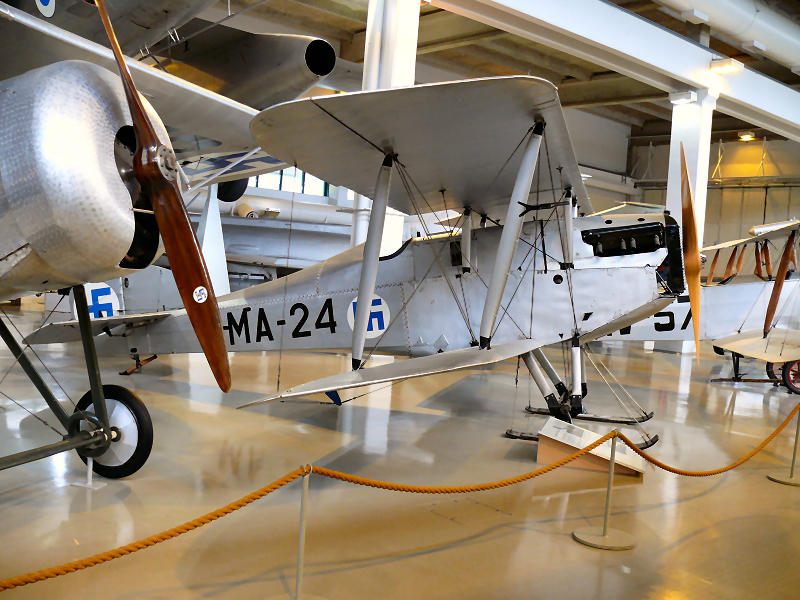
Martinsyde Buzzard finlandés, preservado en Helsinki.

En 1917, la compañía Martinsyde diseñó un avión de caza biplano equipado con un motor Rolls-Royce Falcon V-12 y al que denominó Martinsyde F.3, realizando su primer vuelo en noviembre de ese mismo año. Los resultados de este primer prototipo fueron muy satisfactorios, pero el motor Rolls-Royce Falcon estaba destinado a equipar a los Bristol F.2 Fighter y no se encontraba disponible. Como solución, el avión fue rediseñado como un nuevo modelo y equipado con un motor Hispano-Suiza 8, denominándose F.4 Buzzard. Tras realizar su primer vuelo en junio de 1918, volvió a arrojar unos buenos resultados técnicos y la RAF ordenó su inmediata construcción.
Las entregas a la RAF habían empezado justo cuando se firmó el armisticio entre los Aliados y los alemanes. Así pues, Martinsyde recibió órdenes de terminar solamente aquellos aparatos cuya construcción estaba avanzada, mientras que otros aparatos del pedido inicial fueron cancelados. Para colmo, el Buzzard no fue adoptado por la RAF como avión de caza estándar, ya que se prefirió al más barato, pero también más lento, Sopwith Snipe.
A pesar de su limitada producción durante la contienda, cuatro de los seis Martinsyde F.3 encargados fueron entregados a escuadrones de la RAF para la Defensa Local, con dos aparatos operando con el No. 39 Squadron el 8 de julio de 1918. La RAF recibió 57 F.4 Buzzard antes del final de la Primera Guerra Mundial, pero no llegaron a tiempo de entrar en combate. En el inmediato periodo de posguerra, dos ejemplares fueron empleados como aviones de enlace de alta velocidad en apoyo de la delegación británica durante la Conferencia de Paz de París en 1919, mientras que otros tantos aparatos fueron empleados en la Escuela Central de Vuelo de la RAF.
A pesar de que en la posguerra la RAF no aceptó el Buzzard, Martinsyde tuvo más éxito vendiéndolo a un gran número de fuerzas aéreas extranjeras, incluyendo 30 aparatos que fueron vendidos a España, 15 a Finlandia y unos 41 a la Unión Soviética. Algunas de estas aeronaves prestaron un gran y largo servicio; como los seis Buzzard españoles que permanecían en servicio en 1936, al comienzo de la guerra civil española, quedando todos ellos bajo control del Gobierno Republicano. Sin embargo, se encontraban tan anticuados y desgastados que las FARE los emplearon en misiones secundarias durante la contienda. Tras la bancarrota de Martinsyde, la Aircraft Disposal Company vendió a Letonia ocho Buzzard equipados con motor Jaguar, dos de los cuales siguieron en servicio hasta 1938.
Muchos ejemplares fueron vendidos a propietarios y compañías civiles, siendo empleados como aviones de carreras, para servicios de Tour o para el transporte postal en Canadá.

## Variantes
F.3
Caza biplano monoplaza. Propulsado por un Rolls-Royce Falcon. Siete construidos.
F.4 Buzzard
Caza biplano monoplaza. Propulsado por un Hispano-Suiza 8 de 220 kW (300 hp). Modelo principal de producción.
F.4 Buzzard 1a
Caza de escolta de largo alcance para la Independent Air Force; tres construidos.
F.4A
Conversión del F.4 en biplaza militar y de turismo.
F.6
Conversión a biplaza del F.4, con alas y tren de aterrizaje modificados.
F.16
Derivado soviético biplaza del F.4, 20 construidos.
Type A.Mk I
Conversión de F.4 excedentes en biplazas de largo alcance con alas de mayor envergadura y propulsados por motores Rolls-Royce Falcon.
Tipo AS.Mk I
versión del anterior con flotadores
Type A.Mk II
A.Mk I reformado con cabina cerrada para cuatro pasajeros.
A.D.C. 1
Designación de una versión desarrollada por la Aircraft Disposal Company, tras la liquidación de la compañía Martinsyde en 1921. La diferencia principal era la instalación del motor radial Armstrong Siddeley Jaguar de 295 kW (395 hp). Un prototipo. Ocho aviones de producción fueron exportados a Letonia.
Nimbus Martinsyde
Un avión trasformado por A.D.C. para ser propulsado por un motor ADC Nimbus de 220 kW (300 hp).
A.V. 1
Un avión básicamente similar al F.4A, adquirido por el diseñador de motores Amherst Villiers.
Raymor
Un único A.Mk 1 modificado para un intento de vuelo transatlántico, propulsado por un Rolls-Royce Falcon III de 213 kW (285 hp).

## Operadores
Bélgica
- Fuerza Aérea Belga

 Bolivia
- Fuerza Aérea Boliviana

 Canadá
- Real Fuerza Aérea Canadiense[20]

 Reino de España
- Aeronáutica Naval

 República Española
- Aeronáutica Naval
- Fuerzas Aéreas de la República Española[8]

 Irlanda
- Servicio Aéreo Irlandés[21]

 Imperio de Japón
- Servicio Aéreo del Ejército Imperial Japonés[21]

 Letonia
- Fuerza Aérea Letona[8]

 Lituania
- Fuerza Aérea Militar Lituana

 Polonia
- Fuerza Aérea Polaca[22]

 Portugal
- Fuerza Aérea Portuguesa[8]

 Reino Unido
- Royal Air Force

 Unión Soviética
- Fuerza Aérea Soviética

## Especificaciones

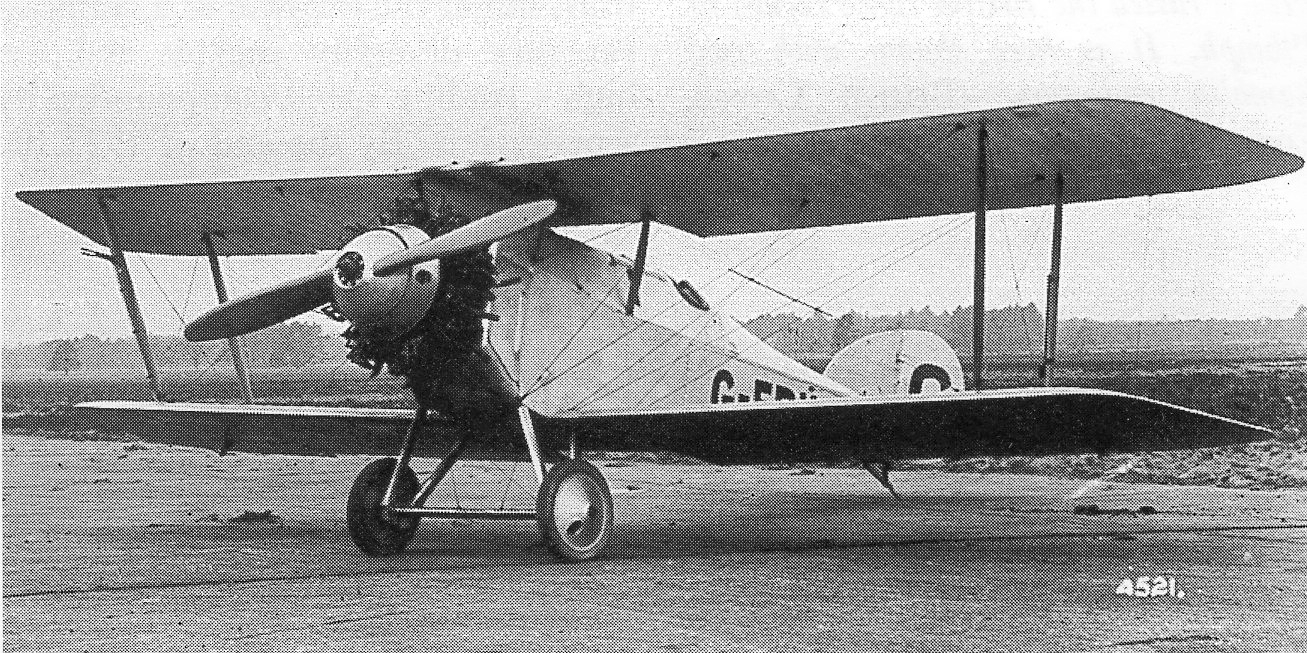
Buzzard Racer equipado con motor Bristol Jaguar III (1925).

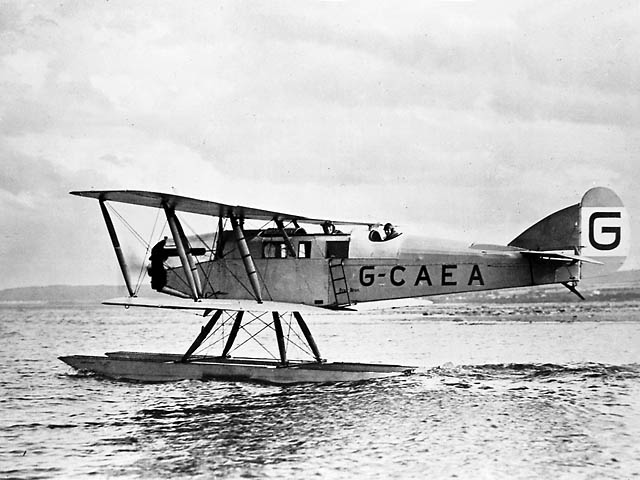
Martinsyde F.6 equipado con flotadores, para misiones civiles.

Referencia datos: War Planes of the First World War: Volume One Fighters

### Características generales
- Tripulación: Uno (piloto)
- Longitud: 7,8 m (25,5 ft)
- Envergadura: 10 m (32,8 ft)
- Altura: 2,7 m (8,8 ft)
- Superficie alar: 29,7 m² (319,7 ft²)
- Peso vacío: 823 kg (1813,9 lb)
- Peso cargado: 1090 kg (2402,4 lb)
- Planta motriz: 1× lineal V8 SOHC refrigerado por agua Hispano-Suiza 8Fb.
  - Potencia: 220 kW (303 HP; 299 CV)
- Hélices: Bipala de paso fijo

### Rendimiento
- Velocidad máxima operativa (Vno): 235 km/h (146 MPH; 127 kt)
- Alcance: 2½ h
- Techo de vuelo: 7320 m (24 016 ft)

### Armamento
- Ametralladoras: 

  - 2x Vickers de 7,7 mm